# 望月諒子
望月 諒子（もちづき りょうこ、1959年 -）は、日本の小説家・推理作家。愛媛県生まれ。兵庫県神戸市在住。
銀行勤務を経て、学習塾を経営。2001年、『神の手』を電子出版で刊行しデビューする。2010年、ゴッホの「医師ガシェの肖像」を題材にした美術ミステリー『大絵画展』で第14回日本ミステリー文学大賞新人賞を受賞。

## 作品

### 単行本
木部美智子シリーズ
- 『神の手 (望月諒子)』（2004年4月 集英社文庫）
- 『殺人者』（2004年6月 集英社文庫）
  - （2022年11月新潮社）
- 『呪い人形』（2004年8月 集英社文庫）
- 『腐葉土』（2013年4月 集英社文庫）
- 『蟻の棲み家』（2018年12月 新潮社）
- 『野火の夜』（2023年2月　新潮社）

その他
- 『ハイパープラジア　脳内寄生者』（2008年1月 徳間書店）
  - 【改題】最後の記憶（2011年8月 徳間文庫）
- 『大絵画展』（2011年2月 光文社 / 2013年3月 光文社文庫）
- 『壺の町』（2012年6月 光文社 / 2015年8月 光文社文庫）
- 『田崎教授の死を巡る桜子准教授の考察』（2014年4月 集英社文庫）
- 『ソマリアの海賊』（2014年7月 幻冬舎）
- 『鱈目講師の恋と呪殺。 桜子准教授の考察』（2015年7月 集英社文庫）
- 『フェルメールの憂鬱～大絵画展～』（2018年11月 光文社文庫）
- 『哄（わら）う北斎』（2020年7月 光文社）

### 雑誌掲載短編
- ベビーカーを押す女（光文社『小説宝石』2011年6月号）

### 雑誌掲載エッセイ
- 不思議の泉を泳ぎ切る（光文社『小説宝石』2012年7月号）